# Кечмания 20
Кечмания 20 (на английски: WrestleMania XX, WrestleMania 20) е турнир на Световната федерация по кеч. Турнирът е pay-per-view и се провежда на 14 март 2004 на Медисън Скуеър Гардън в Ню Йорк, Ню Йорк.

## Мачове
| #  | Мачове | вид на мача                                            | Време |
| -- | --- | ------------------------------------------------------ | ----- |
| 1  | Джон Сина победи Грамадата (с) | Сингъл мач за титлата на Съединените щати              | 09:14 |
| 2  | Роб Ван Дам и Букър Т победиха Гарисън Кейд и Марк Джиндрак, Братята Дъдли (Дивон и Буба Рей), Ла Резистанс (Рене Дюпри и Роб Конуей)                                | Мач фатална четворка за световните отборни титли       | 07:52 |
| 3  | Крисчън победи Крис Джерико | Сингъл мач                                             | 14:44 |
| 4  | Еволюция (Батиста, Ренди Ортън и Рик Флеър) победиха Rock 'n' Sock Connection (Скалата и Мик Фоли)                                                                   | Хендикап мач                                           | 17:03 |
| 5  | Тори Уилсън и Сейбъл победиха Стейси Киблър и Мис Джаки | Отборен мач до сутиен и бикини                         | 02:33 |
| 6  | Чаво Гереро (с) победи Ултимо Дракон, Шанън Мур, Джейми Нобъл, Фунаки, Били Кидман, Рей Мистерио, Таджири и Акио                                                     | Gauntlet мач                                           | 11:32 |
| 7  | Голдбърг победи Брок Леснар | Сингъл мач със специален съдия Ледения Стив Остин      | 13:42 |
| 8  | Too Cool (Рикиши и Скоти 2 Хоти) (c) победиха The World's Greatest Tag Team (Чарли Хаас и Шелтън Бенджамин), Братята Башам (Дани и Доуг) и The APA (Брадшоу и Фарук) | Мач фатална четворка за отборните титли на федерацията | 06:01 |
| 9  | Виктория (c) победи Моли Холи | Сингъл мач Коса срещу Титла за титлата при жените      | 04:53 |
| 10 | Еди Гереро (c) победи Кърт Енгъл | Сингъл мач за титлата на федерацията                   | 21:35 |
| 11 | Гробаря (c Пол Берър) победи Кейн | Сингъл мач                                             | 07:45 |
| 12 | Крис Беноа победи Трите Хикса (с) и Шон Майкълс | Мач тройна заплаха за титлата в тежка категория        | 24:50 |